# Stauropoctonus townesorum
Stauropoctonus townesorum là một loài tò vò trong họ Ichneumonidae.